# Fireballs Wielkopolska
I Fireballs Wielkopolska sono stati una squadra di football americano di Poznań, in Polonia; fondati nel 2004, hanno chiuso nel 2012.

## Dettaglio stagioni

### Tornei nazionali

#### PLFA
| Stagione | regular season | regular season | regular season | regular season | regular season | regular season | playoff | playoff | playoff | playoff | playoff | playoff   | playoff    |
|          | Vin            | Par            | Per            | Tot            | PF             | PS             | Vin     | Per     | Tot     | PF      | PS      | risultato | avversaria |
| -------- | -------------- | -------------- | -------------- | -------------- | -------------- | -------------- | ------- | ------- | ------- | ------- | ------- | --------- | ---------- |
| 2006     | 0              | 0              | 3              | 3              | 12             | 137            | -       | -       | -       | -       | -       | -         | -          |
| 2007     | 1              | 0              | 5              | 6              | 35             | 210            | -       | -       | -       | -       | -       | -         | -          |
| Totale   | 1              | 0              | 8              | 9              | 47             | 347            |         | -       | -       | -       | -       |           |            |

Fonti: Enciclopedia del Football - A cura di Roberto Mezzetti

#### PLFA II
| Stagione | regular season | regular season | regular season | regular season | regular season | regular season | playoff | playoff | playoff | playoff | playoff | playoff                  | playoff           |
|          | Vin            | Par            | Per            | Tot            | PF             | PS             | Vin     | Per     | Tot     | PF      | PS      | risultato                | avversaria        |
| -------- | -------------- | -------------- | -------------- | -------------- | -------------- | -------------- | ------- | ------- | ------- | ------- | ------- | ------------------------ | ----------------- |
| 2008     | 6              | 0              | 0              | 6              | 237            | 74             | 0       | 1       | 1       | 14      | 19      | Semifinale               | Torpedy Łódź      |
| 2009     | 3              | 0              | 3              | 6              | 110            | 60             | -       | -       | -       | -       | -       | -                        | -                 |
| 2010     | 4              | 0              | 2              | 6              | 144            | 148            | 2       | 2       | 4       | 95      | 114     | Terzo posto/Non promossi | Zagłębie Steelers |
| 2011     | 2              | 0              | 4              | 6              | 96             | 118            | -       | -       | -       | -       | -       | -                        | -                 |
| Totale   | 15             | 0              | 9              | 24             | 587            | 400            | 2       | 3       | 5       | 109     | 133     |                          |                   |

Fonti: Enciclopedia del Football - A cura di Roberto Mezzetti

### Riepilogo fasi finali disputate
| Anno            | Luogo  | Evento  | Fase del torneo      | Incontro                                   | Risultato |
| 12 ottobre 2008 | Poznań | PLFA II | Semifinale           | Fireballs Wielkopolska - Torpedy Łódź      | 14 - 19   |
| 9 ottobre 2010  | Będzin | PLFA II | Spareggio promozione | Zagłębie Steelers - Fireballs Wielkopolska | 37 - 32   |